# Iglesia de San Cipriano (Zamora)
La iglesia de San Cipriano es una iglesia románica ubicada en Zamora, Castilla y León (España). La iglesia original data del siglo XI, aunque su completa restauración y rehabilitación se realizó a finales del siglo XX, llegando este templo a comienzos del siglo XXI con un aspecto ecléctico. Se trata de uno de los templos más antiguos de la ciudad. Se ejecutó con tres naves, de las cuales hoy sólo existe una. De las dos portadas originales, solo se conserva la meridional. La iglesia posee una torre, anexa a su esquina sudoeste. Es Monumento Nacional desde 1931. Se encuentra retirada al culto. En la actualidad es escenario de los conciertos del Festival Internacional de Música "Pórtico de Zamora".

## Ubicación
Antigua parroquia que actualmente es aneja al antiguo Convento de la Concepción (en la actualidad Biblioteca Pública) y cercana al que fuera Hospital Provincial en la Plaza de Viriato. Pertenece al grupo primitivo de Zamora, es decir, al de edificios y templos anteriores a la construcción de la Catedral y en el que se incluyen también las iglesias de Santo Tomé, Santiago el Viejo, San Claudio de Olivares y Santa María la Nueva, conjunto arquitectónico del que algunos autores destacan su alto componente de especialidad, su exclusividad, con un localismo muy característico y notable del que incluso se podría decir que forma un grupo aparte dentro del románico español.

## Historia
La primera noticia de su existencia se registra en la Regesta de Fernando II, publicada por Julio Gómez, cuando se afirma que el rey estaba en Zamora en 1159. Aparece también en una carta de donación del 1178. Algunos autores, como Fernández Duro, retrotraen su existencia al año 1022 basándose en los números romanos que aparecen en el crismón. Otros autores apuntan, incluso su existencia en 1025, durante el reinado de Alfonso V. Sea como sea era un templo incluido en el recinto amurallado.
Parece claro que allí existió una iglesia de finales del siglo XI, como demuestra una inscripción de 1093 y unos relieves de procedencia desconocida, que han estado empotrados en distintos lugares del edificio. Luego este edificio se arruinaría y se haría ésta, que también ha sufrido más de un cambio sustancial, en su organización, pues su primitiva planta basilical ha quedado reducida a una sola nave, aunque eso si, con la triple cabecera recta tan propia del románico zamorano. Para Ramos de Castro la capilla mayor y la del evangelio, el ingreso a la de la epístola y algunas partes del muro norte pertenecen a finales del siglo XI.

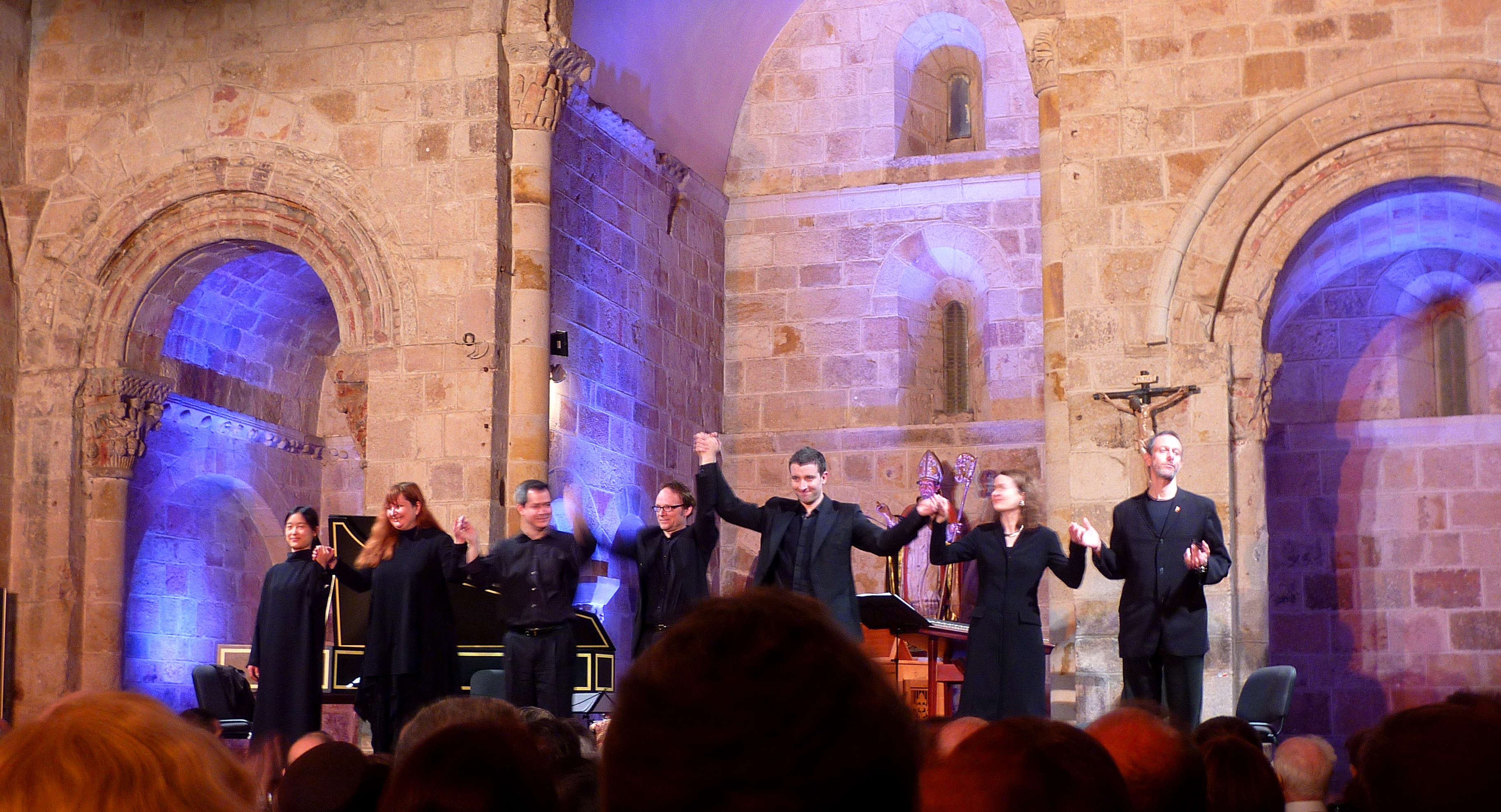
Concierto del Festival "Pórtico de Zamora" en la iglesia de San Cipriano.

En el siglo XII se reedificó el ala sur y se construyó la torre sobre un pasadizo de arco apuntado, donde se exponían imágenes sagradas para su devoción. En el pequeño atrio que se forma había un pozo que fue tapado por peligroso en la década de 1960.
La iglesia se reconstruyó hacia 1980. En el siglo XI tenía tres naves, cada una acababa en la cabecera con una pequeña ventana enrejada, con forja de la época, de los primeros trabajos de forja que se conservan en España.

## Características
En sus inicios era un templo con tres naves que ha perdido durante el transcurso de los siglos. La única nave que queda posee un ábside tripartito de cabecero plano. Dicho ábside se encuentra cubierto por bóvedas de cañón. Las tres capillas son similares a las de Santo Tomé. Los espacios dedicados a baptisterios y la sacristía fueron en sus comienzos capillas funerarias adyacentes a las paredes de las navaes. De las dos portadas de acceso al templo que existían inicialmente, solo se conserva en la actualidad la que mira al sur. Esta entrada se compone de un arco de medio punto algo apuntado compuesto de tres arquivoltas. Las naves tienen una cubierta de madera que se instaló en una remodelación de 1975, dicha cubierta se apoya en arcos perpiaños.
El edificio posee, anexo a su esquina sudoeste de una torre de planta cuadrada y acabada en una especie de chapitel de pizarra. La coronación está horadada por cada lado por pares de vanos campaneros. Data de medidos del siglo XII. Es posible que fuese una atalaya defensiva en la antigua muralla.

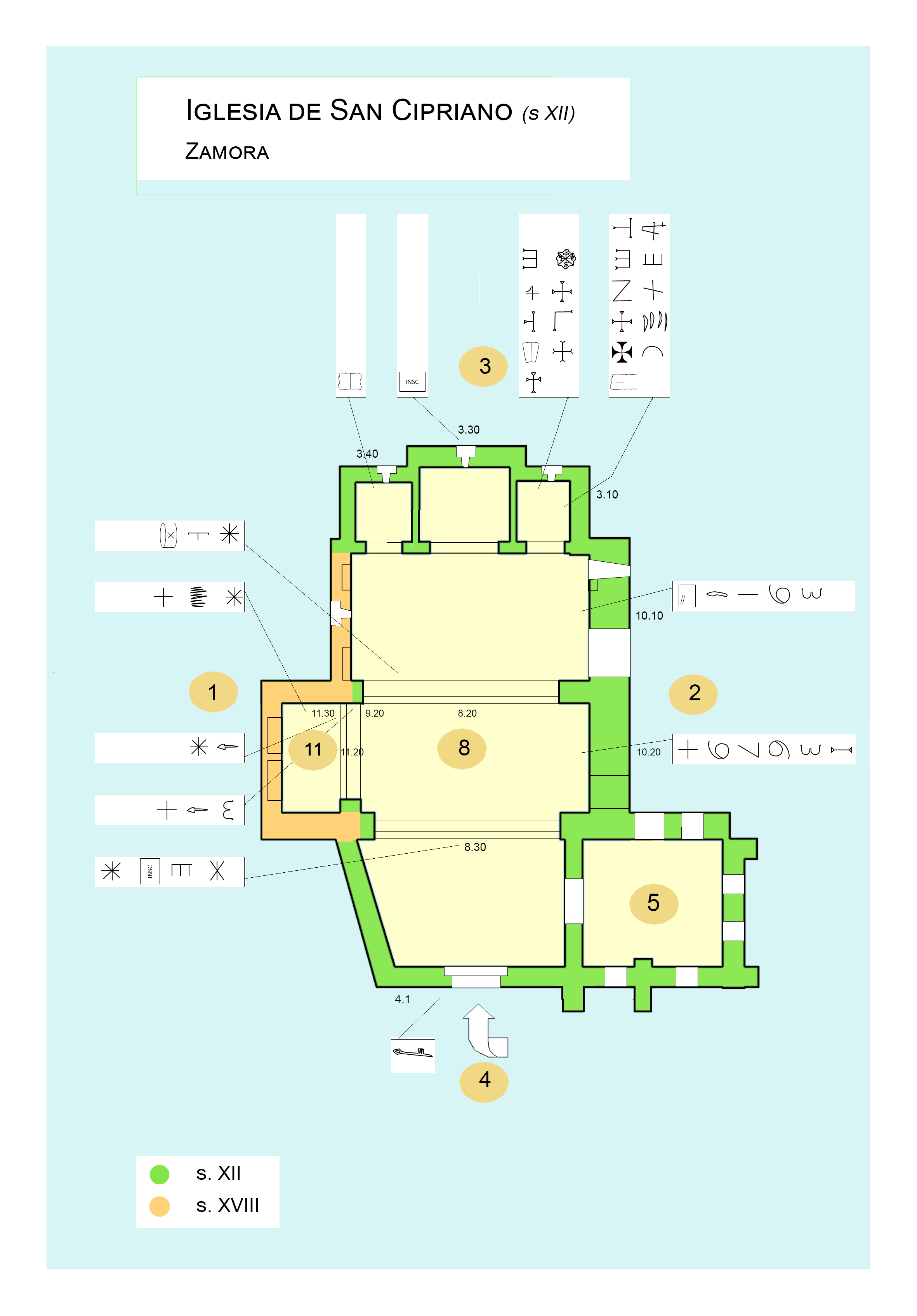
Aprox. a la planta y marcas de cantero.
1 Fachada Norte, 2 Fachada sur, 3 Fachada este, 4 Fachada oeste, 5 Torre, 8 Nave central, 11 Capilla funeraria.

## Planta
Su planta es románica del s XII, de una sola nave (8) de tres tramos con presbítero y cabecera (3) rectas; la torre (5) se encuentra ubicada en la fachada suroeste. 
Presenta la orientación litúrgica habitual. 

El acceso al templo se efectúa por el pórtico (4) de la fachada oeste. Existe otro pórtico en la fachada sur. 
Fue realizada en sillería caliza. 

El templo sufrió importantes reformas en el siglo XVIII y fue rehabilitado y restaurado a finales del siglo XX.

## Marcas de cantero
Se han identificado 134 signos de 39 tipos diferentes, de diseño sencillo de 1 a 10 trazos con predominio de trazo recto, perfil y trazo normal, además de algunos diseños complejos.

Su distribución por zonas puede verse en el informe ‘Distribución’ de gliptografía.

En el informe 'Logias', se aprecia que hay 1 logia de canteros que trabajaron en la fachada este y 1 en el baptisterio.

El resto de signos pueden agruparse en:
‘Comunes’, Posición de sillar, etc. habituales en todos los edificios. 
‘Ideogramas’: cruces y una llave; ‘Inscripciones’, etc.
Algunas de ellos, en especial los ideogramas, tiene un significado simbólico religioso, de protección del templo y de órdenes monásticas.